# Castell de Siesikai
El Castell Siesikai es troba a la vora de Siesikai, districte Ukmergė de Lituània. El castell al costat del llac Siesikai va ser construït per Gabrielius Daumantas-Siesickis al segle xvi amb arquitectura renaixentista. Els seus hereus van ser coneguts com a Daumantas, però amb el seu altre cognom Siesickis, havien donat nom a la ciutat propera.
El palau de maçoneria va ser reconstruït en estil neoclàssic, a partir de 1820, per Dominik Dowgiałło. De les quatre torres que presentava a cada una de les seves cantonades, solament dues torres romanen de l'antic castell. L'any 1990 es va realitzar una nova restauració.